# Laguna Niguel/Mission Viejo station (Metrolink)
La Estación Laguna Niguel/Mission Viejo (en inglés: Laguna Niguel/Mission Viejo station) es una estación de tren regional de la línea Inland Empire-Orange County y la línea de Orange County de Metrolink en Laguna Niguel, California, área regional de Los Ángeles en Estados Unidos.

## Descripción
La estación de Metrolink se inauguró el 19 de abril de 2002. Cuenta con dos andenes de plataforma laterales y con 460 aparcamientos. La estación es propiedad de la ciudad de Laguna Niguel. 

## Servicio
La estación Laguna Niguel/Mission Viejo recibe el servicio de 13 trenes de la línea Inland Empire-Orange County de Metrolink (7 en cada dirección) entre semana. El servicio de fin de semana consta de 4 trenes (2 en cada dirección). El servicio de 24 trenes de la línea Orange County de Metrolink (12 en cada dirección) entre semana. El servicio de fin de semana consta de 4 trenes (2 en cada dirección) tanto los sábados como los domingos.
El tren de línea Inland Empire-Orange County es de San Bernardino en el norte y Oceanside en el sur. La línea Orange County es de Los Ángeles para Oceanside en el sur.

## Conexiones
- Mission Viejo Shuttle bus
- Orange County bus - (OCTA) ruta: 85, 91 y OC Flex.

## Lugares de interés
- Saddleback College